# InnoCentive
InnoCentive és una empresa amb seu a Waltham (Massachusetts) que s'encarrega de mantindre el lloc web homònim que serveix com a plataforma per a proveïment participatiu per a convocar concursos d'innovació amb premis pecuaris per a les investigacions.
Es diferència de ChallengePost en que InnoCentive se centra en organitzacions grans.
La motivació darrere dels qui desitgen tractar de resoldre els problemes plantejats no es limita al benefici pecuari, sinó que hi ha la curiositat i l'orgull.
L'empresa començà com una incubadora d'innovació anomenada e.Lilly per a l'empresa farmacèutica Eli Lilly. L'empresa farmacèutica estava cansada de tindre una ràtio d'èxit baixa en la resolució de problemes, i per això va tirar avant el projecte dels concursos oberts el 2001. Aquests concursos eren plantejats per la mateixa empresa i altres. En el temps InnoCentive s'independitzà d'Eli Lilly. El 2001 es convertí en InnoCentive. Pel 2008 tenia una comunitat de persones que volen resoldre d'unes 135.000 persones i una ràtio de 30% d'èxit en uns sis-cents concursos. Un 40% de la comunitat dels que volen resoldre tenen un doctorat. Prop del 2012 la comunitat dels que resolen els problemes arribà a ser més de 355.000 persones d'aproximadament 200 països. El 2012 comprà OmniCompete.
Els casos destacables de solucions són: Oil Spill Recovery Institute, per a resoldre el flux del petroli; Prize4Life, per a la cura d'una malaltia i la Fundació Rockefeller, per a ajudar persones pobres i vulnerables.

## Model de negoci
L'empresa guanya diners per la publicació del concurs i un 40% del premi del concurs quan es dona. En l'empresa treballen científics que guien als que proposen els concursos perquè hi concreten. L'empresa, a més, es queda amb els drets de propietat intel·lectual del producte desenvolupat. Poden participar-hi organitzacions amb ànim de lucre, sense ànim de lucre i particulars.
InnoCentive ha signat acords amb acadèmies nacionals científiques xineses i russes per a evitar que els departaments d'aquestes tracten d'evitar que hi participen. Amb les universitats russes els departaments als quals pertany algú que ha resolt un problema reben el 10% dels premis.